# 갈바
세르비우스 술피키우스 갈바(기원전 3년 12월 24일 ~ 69년 1월 15일)는 로마 제국의 여섯 번째 황제이다. 갈바가 69년 1월 15일에 사망함으로써 69년에 죽은 첫 번째 황제가 되었다.

## 생애
갈바는 기원전 3년 12월 24일, 로마의 귀족 가문에서 태어났다. 그는 귀족의 가문에서 태어나 20년, 23살의 나이로 법무관에 임명되었다. 33년에는 집정관에 임명되었고 39년에는 칼리굴라에 의해 라인강 방위군 지휘관에 임명되었다.
45년 그는 북아프리카 총독에 임명되었다. 49년, 소 아그리피나가 그 당시 클라우디우스와 결혼하였는데 갈바는 그녀와 사이가 좋지 않았기에 10년 정도 정계에서 은퇴해야 했다. 61년 이베리아반도 북동부의 총독에 임명되었다.
68년에는 네로에 대항하여 반란을 일으킨 빈덱스에 의해 반란의 주모자로 추대되었다. 빈덱스는 군대에 의해 진압되었지만 68년 6월 8일 원로원에 의해 황제로 선포된다. 10월에 로마에 돌아와 그가 국정에 관하여 내린 조치는 실로 어처구니가 없었다. 그 중 하나가 네로의 선물을 몰수한 것으로 이 조치는 재정을 다시 확보하려고 그런 것이었지만 많은 사람들에게 수많은 비판을 받았다.
거기다 수하들까지 탐욕적으로 재물을 긁어모아 갈바에 대한 사람들의 신임은 더욱 실추되기 시작한다. 69년 1월 2일에는 라인 강 방위군이 갈바가 황제가 된 데에 불만을 품고 비텔리우스를 황제로 추대하였다.
1월 10일에는 루키우스 칼푸르니우스 피소 프루기 리키니아누스(Lucius Calpurnius Piso Licinianus)를 입양하여 자신의 후계자임을 세상에 알렸는데 이는 자신이 갈바의 후계자라고 생각하고 있던 오토를 분노케하여 오토의 쿠데타를 초래하는 결과를 낳았다.
오토는 1월 15일에 황제를 수행하던 중 일행에서 빠져나와 근위대를 접수하고 황제로 추대되었다. 갈바는 이에 당황하여 반란군과 대항하려 했으나 오토 측 기병에게 공격을 받고 사망하였다. 그의 나이 72세였다.

## 같이 보기
- 로마 황제 연대표

| 전임 네로 | 제6대 로마 제국 황제 68년 - 69년 | 후임 오토 |